# デイビッド・ブラウン (実業家)
デイビッド・ブラウン卿（英: Sir David Brown、1904年5月10日 - 1993年9月3日）は、イギリスの技術者、実業家。祖父の経営していた歯車と工作機械の会社、デイビット・ブラウン・リミテッドのマネージングディレクター（MD）を務め、かつては、造船会社のヴォスパー・ソーニクロフト、自動車メーカーのアストンマーティンやラゴンダを所有していた。

## デイビッド・ブラウン・アンド・サンズ
1904年、デイビッド・ブラウンはヨークシャーのハダースフィールドに生まれた。ロッサル・スクールを卒業後、1921年、祖父のデイビット・ブラウンが創業したトランスミッション部品メーカーであるデイビッド・ブラウン・アンド・サンズに17歳で入社、一般的な実習生のように働き始め、6マイル (9.7 km)の道のりを自転車で、朝7時30分に間に合うよう通勤していた。
通勤のためのバイクの購入を父が提案すると、ブラウンは父がモータービークルに興味がなく、無知であったことに付けこみ、小型で簡易なバイクではなく、強力な1,000cc超の排気量を持つVツインエンジンを搭載したバイクの入手に成功。その後、エンジンを改造し、能力を向上させて、ダービーシャーのアックス・エッジ・ムーアや、ヨークシャーのサットン・バンクで開催される、週末のヒルクライム大会に出場した。アックス・エッジ・ムーアの大会で1日の最速タイムを記録した後、マン島TTレースに参戦するダグラスの公式レースチームのリザーブライダーとして招待された。しかし、チームの練習期間には参加できたものの、大会への出場は、父により禁じられてしまった。
また父は、ブラウンの3歳年上の恋人との関係を断たせるため、金鉱に歯車を設置するプロジェクトの補佐として、1922年にブラウンを南アフリカへ送り出した。現地では、責任者が酒に溺れて仕事に支障をきたすようになったため、ブラウンは後任としてプロジェクトの責任を引き継いだ。
その後、南アフリカから帰国すると、ブラウンは自らが設計した自動車を制作することを決意。睡眠時間を削り、1.5リッター直列8気筒ツインカムエンジンを設計すると、会社の鋳造所を利用してシリンダーブロックを生産し、その他の部品は機械工場で製造した。勤務時間中に計画を推し進めていることに気づいた父に制止させられるものの、これに怯むことなく、メドウズ社製のギアボックスと独自の2リッターエンジンを搭載した自動車を組み上げた。
1926年に実習生からウォームギア部門の主任に昇進。ベルテッリが設計した新しいアストンマーティンのギアの製造に携わるようになった。また、デイビッド・ブラウン・アンド・サンズの研磨技術を見込まれ、ボクスホールのマシンに搭載されるスーパーチャージャーの製造を依頼されると、設計者であるアマースト・ヴィリアーズと邂逅した。その後、ヴィリアーズより、スペアのボクスホールのマシンを譲り受けると、改造を施し、シェルズリー・ウォルシュなどのレース大会で成功を収めた。
1928年にアメリカ、アフリカやヨーロッパで工場の経営について学び、帰国後には、失業が深刻な問題となっていたペニストンで、青銅と鉄の鋳造工場を立ち上げた。鋳鉄の新技術を取り入れた工場は急速に成長し、自社製品の製造に留まらず、航空機の機体やエンジン、発電所や油田といった幅広い産業分野へ向けて精密鋳造品を提供した。
1931年に叔父のパーシーが無くなると、1932年に共同マネージングディレクターへ就任。翌1933年にマネージングディレクターに就任すると、その指示の下、デイビッド・ブラウン・アンド・サンズは事業を拡大していった。

## トラクター
1939年、デイビット・ブラウン・アンド・サンズは、ハダースフィールドの南部、メルサムにあった古い工場を購入。1936年にブラウンは、ハリー・ファーガソンと共同でファーガソン-ブラウン・カンパニーを創設し、工場の一角でトラクターの製造を開始した。ブラウンは独自バージョンの「David Brown VAK1」トラクターを1939年に市場に投入、最終的に7,700台を販売し、また、ファーガソンは、アメリカに渡りヘンリー・フォードと交渉、ファーガソンのシステムがフォード製のトラクターに組み込まれ販売された。
第二次世界大戦がはじまると、軍事機器に利用される部品の需要が高まり、デイビット・ブラウン・アンド・サンズの歯車やギアボックスの生産が増大、加えて、トラクターの販売によりブラウンは財を成した。

## アストンマーティン
1946年後半、ブラウンはタイムズのクラシファイドで「高級自動車事業」が売りに出されていることを発見。希望販売価格は、30,000ポンドであった。さらに調査を進めると、その会社はアストンマーティンであることが判り、ブラウンは、数日後にはフェルサムの本部を訪れ、新型の試作車「アトム」に試乗した。試作車に搭載された、2リッターの4気筒プッシュロッドエンジンには、力不足を感じたものの、将来性を感じたため交渉に入り、1947年2月、20,500ポンドで買収が成立した。
ブラウンはアストンマーティンの買収後、試作車であったアトムの量産化へ着手。サルーンタイプをオープントップに対応するように変更するなどの改良を加え、「アストンマーティン2リッター・スポーツ」が生産された。その後、アストンマーティン復活の立役者であるブラウンにちなみ、アストンマーティン・DB1に改名された。

## ラゴンダ
1947年、ブラッドフォードにあるラゴンダの販売代理店から、ラゴンダが経営難に陥り売りに出されているという情報を得たブラウンは、その時には全く興味を示さなかったものの、その後、売却のために清算人が指名されると、好機到来とばかりにラゴンダを訪問。そこで、著名なエンジン技術者のW.O.ベントレーと出会い、ラゴンダのために開発された2,580ccの現代的な6気筒ツインカムエンジン"LB6"が披露されると、ブラウンは、アストンマーティンの新世代モデルにふさわしいエンジンであると考えた。アームストロング・シドレー、ジャガー、ルーツといった自動車メーカーが興味を示していることが分かっており、清算人は250,000ポンドの希望額を提示していたため、ブラウンは、入札参加者の最低金額であるとは感じながらも、かなり低い金額での入札を行った。すると経済情勢の逼迫や、鋼鉄の流通制限により他の入札者が脱落。工場の建物は清算人により他社に売却されたものの、新しいエンジンの権利を含むラゴンダの他の資産を、ブラウンは52,500ポンドという驚くべき価格で取得した。
ブラウンは、ラゴンダの施設退去のためアストンマーティンの工場に近いハンワースに格納庫を借り、新たに手にした資産を保管、ベントレーの開発したエンジンは、すぐにアストンマーティン・DB2に搭載された。
1955年末、コーチビルダーのティックフォードを買収。ブラウンの所有するアストンマーティンやラゴンダの製造は、ニューポート・パグネルにあるティックフォードの施設に集約された。1968年、産業界への功績を称えられ、ブラウンにナイトの称号が授与された。
1972年2月、デイビット・ブラウン社の財政難のため、トラクター部門とアストンマーティン・ラゴンダを売却。アストンマーティン・ラゴンダの新たなオーナーはDBモデルの名称を廃止したが、
1993年にフォードの所有となった際に復活し、DB7が登場した。また、アストンマーティン・ラゴンダの会長ウォルター・ヘイズの招聘により終身名誉会長に就任した。

## ヴォスパー・ソーニクロフト
1963年、デイビッド・ブラウン社はヴォスパー社の経営権を獲得し、ブラウンが会長に就任。1966年にジョン・I・ソーニクロフト社と合併し、ヴォスパー・ソーニクロフトとなった。また、1977年の労働党政権時にブリティッシュ・シップビルダーズの一部としてヴォスパー・ソーニクロフトの軍艦製造部門が国有化された。ヴォスパー・ソーニクロフトの他部門はデイビッド・ブラウン社に残ったものの、この国有化騒動に憤慨したブラウンは、イギリスを離れ、モンテカルロでの隠居生活を決めた。